# Haloniscus tomentosus
Haloniscus tomentosus är en kräftdjursart som beskrevs av Stefano Taiti och Humphreys 200. Haloniscus tomentosus ingår i släktet Haloniscus och familjen Scyphacidae. Inga underarter finns listade i Catalogue of Life.